# 上分パーキングエリア
上分パーキングエリア（かみぶんパーキングエリア）は、愛媛県四国中央市上分町にある、松山自動車道のパーキングエリアである。

## 施設

### 上り線（川之江方面）
- 駐車場[1]
  - 大型 9台
  - 小型 20台
  - 二輪 4台
  - トレーラー 2台
  - 車椅子用 1台
- トイレ[1]
  - 男性 大2（和式1、洋式1）、小3[2]
  - 女性 5（和式1、洋式4）[2]
  - 車椅子用 1
- 自動販売機[1]

### 下り線（松山・宇和島方面）
- 駐車場[3]
  - 大型 9台
  - 小型 19台
  - 二輪 4台
  - トレーラー 2台
  - 車椅子用 1台
- トイレ[3]
  - 男性 大2（和式1、洋式1）、小3[2]
  - 女性 5（和式1、洋式4）[2]
  - 車椅子用 1
  - 自動販売機[3]

## 隣
E11 松山自動車道
(6) 川之江JCT - 上分PA - (7) 三島川之江IC